# Trzy Siostry (pomnik)
Pomnik Trzech Sióstr (ukr. Три сестри, rus. Три сестры, także Монумент Дружбы) – pomnik zlokalizowany we wsi Seńkiwka na terytorium Ukrainy (obwód czernihowski), na styku granic tego kraju, a także Białorusi (Nowy Jurkowicz) i Rosji (Wesołowka). W zamierzeniu twórców symbolizować miał przyjaźń między tymi trzema narodami.
Obiekt odsłonięto 3 maja 1975, a stworzyli go przedstawiciele trzech sąsiadujących ze sobą obwodów: czernihowskiego, homelskiego i briańskiego.
Kompozycja składa się z trzech betonowych pylonów, z których każdy przedstawia herb jednej z dawnych sowieckich republik związkowych. Białe pionowe elementy otoczone są brązowym pierścieniem, na którym naniesiono płaskorzeźby przedstawiające sceny historyczne, które, według twórców, były wspólne dla trzech narodów.
Od 1975, w ostatnią sobotę czerwca, pod monumentem odbywał się festyn „Jedność Słowian”, który od 2016 został zawieszony. W maju 2022 rozpoczęła się procedura wypisania pomnika z regionalnego rejestru zabytków i likwidacji obiektu.